# (74119) 1998 QH52
(74119) 1998 QH52 – planetoida z pasa głównego asteroid okrążająca Słońce w ciągu 3,85 lat w średniej odległości 2,46 j.a. Odkryta 17 sierpnia 1998 roku.